# Mansfield (Massachusetts)
Mansfield város az USA Massachusetts államában, Bristol megyében. Lakosainak száma 23 860 fő (2020. április 1.).

## Népesség
A település népességének változása:

| 2010 | 23 184 |
| 2020 | 23 860 |